# Atlantic Geology
Atlantic Geology est une revue scientifique à comité de lecture couvrant la géologie du Canada Atlantique et des domaines associés. C'est le seul journal de géologie régionale du Canada. Atlantic Geology publie des articles, des notes et des discussions sur des travaux de recherche originaux, et évalue des articles. La revue fut créée en 1965 et est publiée depuis 1986, par la Atlantic Geoscience Society avec une aide à la publication numérique de l'Université du Nouveau-Brunswick. Le journal a été l'un des premiers journaux entièrement numériques au Canada.

## Histoire
Le journal fut créé en 1965, sous le nom de Maritime Sediments plus tard renommé Maritime Sediments and Atlantic Geology avant d'obtenir finalement son nom actuel. Le fondateur et rédacteur-en-chef était alors Daniel Stanley (Université Dalhousie).
Les éditeurs ultérieurs inclurent Deryck Laming, Bernard Pelletier, George Pajari, Ron Pickerill, G Williams, ainsi que les éditeurs actuels, Sandra Barr (Acadia University), Rob Fensome (commission Géologique du Canada), Simon Haslett (Université de Cardiff) et David West (Middlebury College).

## Saisie et indexation
Le journal est résumé et indexé par GeoRef, Scopus, Science Citation Index Expanded, Current Contents/Physical, Chemical & Earth Sciences, et Zoological Record. Selon Journal Citation Reports, le journal avait en 2012 un facteur d'impact de 0,856.